# آخر زفير
آخر زفير هي فرقة روك عربي غرنج وبانك أردنية  من عمان، الأردن، تأسست عام 2007.

## الخلفية
كان باسم صايج وسالم دلل صديقين منذ طفولتهما وقد تعلما الموسيقى في نفس المؤسسة. في عام 2007 قررا تأسيس فرقة موسيقية فانضم إليهما عازف الدرامز كايد قنيبي وعازف الباص محمد عواد الذي ترك الفرقة لاحقا فانضم بدل منه يزن رشق. أصدرت آخر زفير أول ألبوم في عام 2012 بعنوان إعكس ثقافة على نفقتها الخاصة، وكانوا قد بدأوا العمل عليه عام 2008 ويحتوي على 11 أغنية بما في ذلك الأغنيات المنفردة الناجحة آخرتو لحن حزين، ليلي طال، وأربع سنين.
ظهرت الفرقة مرة في برنامج تلفزيوني مصري. تمثل فيه الذوق الموسيقي المتنامي في عمان.

توقفت الفرقة بين الأعوام 2013 و2016 بسبب انشغالات أعضائها المختلفة منها سفر باسم صايج خارج الأردن لإكمال تعليمه الجامعي. بعد مضي ثلاث أعوام أعيد هيكلة الفرقة مع انضمام ثلاثة أعضاء جدد إلى باسم وتم إصدار البومهم «ام الموسيقى» مطلع العام 2020 والذي يحتوي على عشر اغاني بينها اغاني منفردة مثل متفاجئ وايضاً من الجدير بالذكر أغنية محبط التي تعتبر من نوع السكريم ميتال والذي استخدم لأول مرة في تاريخ اخر زفير في أغنية محبط.

## مشاركات
- مهرجان ميوزيك بارك المصري 2018.
- ريدبول ساوند كلاش مصر 2019 ولعب ضد الفرقة الأردنية أوتوستراد.
- آخر زفير حاليًا جزء من مهرجان Redbull Local Vocals. كما أدوا لأول مرة في بيروت وأقاموا عرضًا في الإسكندرية.

## الأعضاء
الحاليون
- باسم صايج - غيتار كهربائية وغناء (2007 إلى الوقت الحاضر).
- عمرو أبو خليف - غيتار رئيسي. (2018 إلى الوقت الحاضر)
- رامي القاسم - الغيتار باص. (2015 إلى الوقت الحاضر)

السابقون
- سالم دلل - غيتار (2007-2013)
- محمد عواد - باص (2007-2013)
- كايد قنيبي - الدرامز (2007-2013)
- يزن رشق (2007-2013)
- عبد الرحمان العطاري (2016-2018)
- معتز المصري (2016-2019)
- ماسيس مارديروسيان - الدرامز. (2022-2019)

## معرض صور

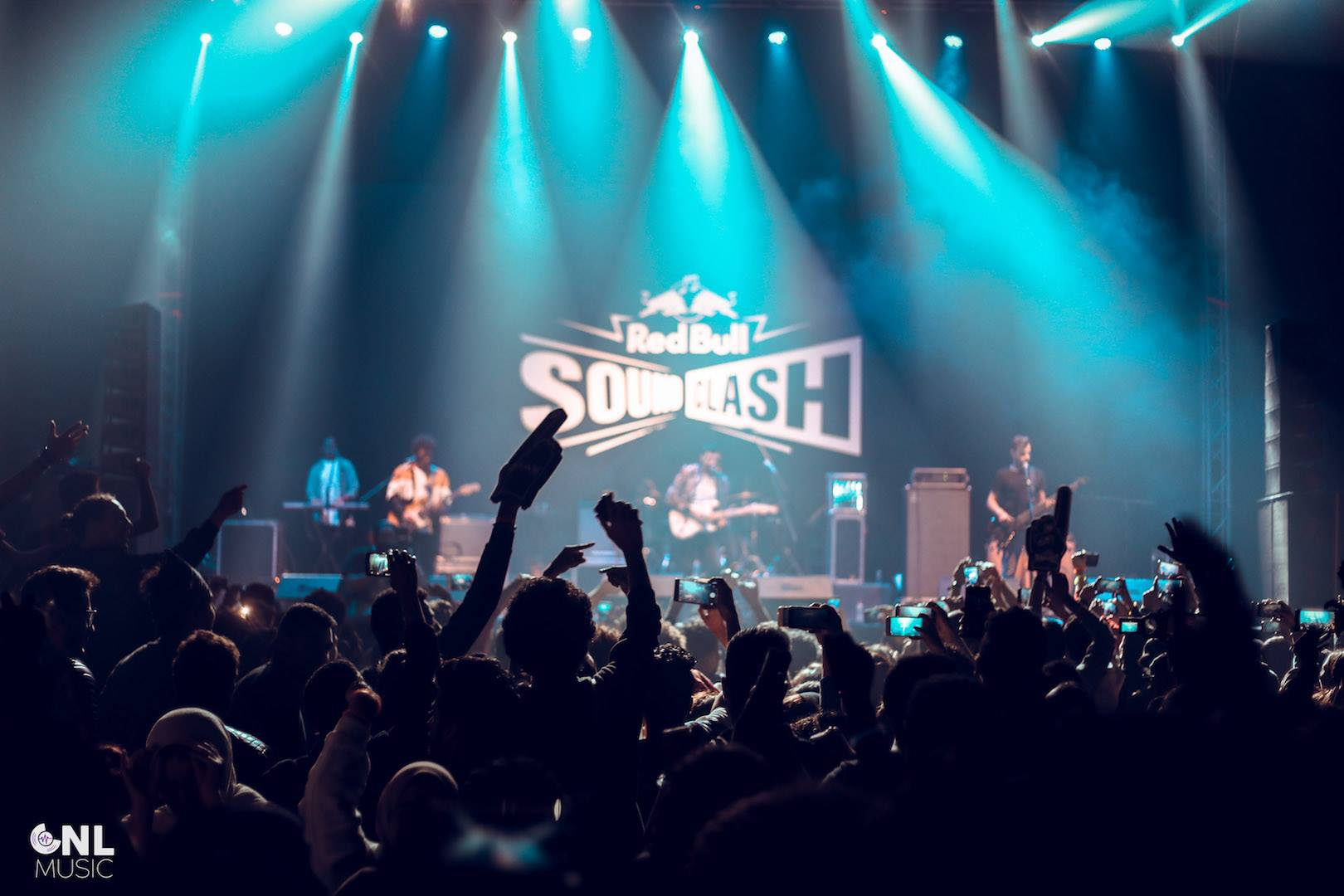
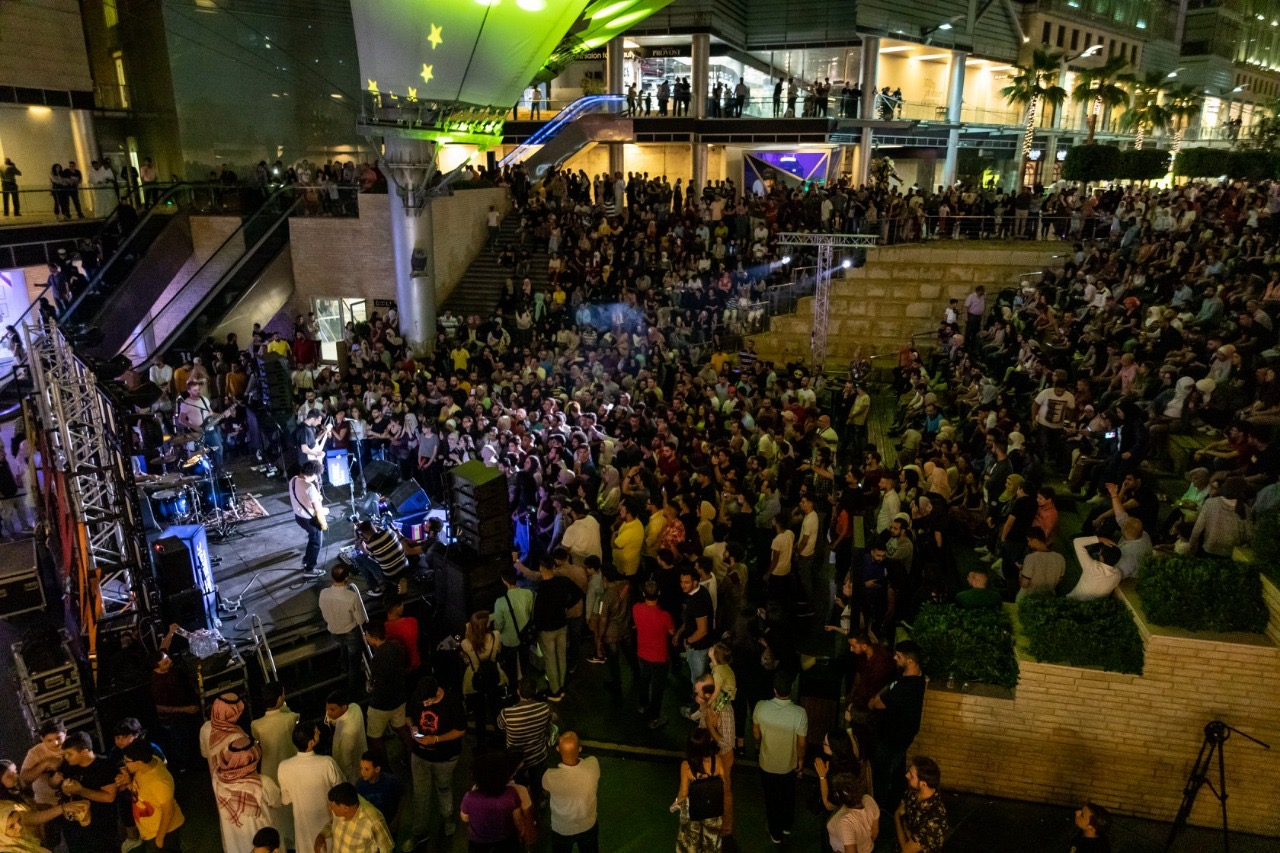
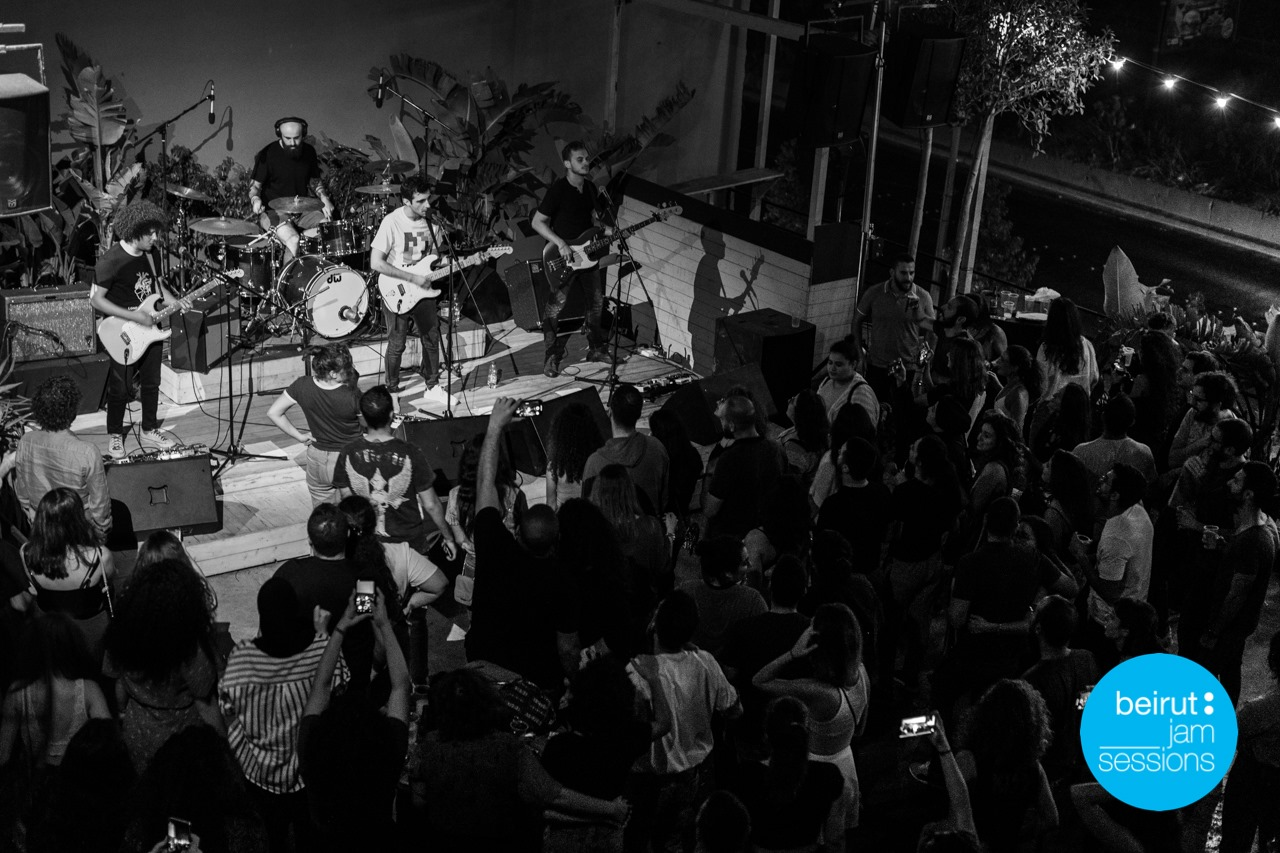
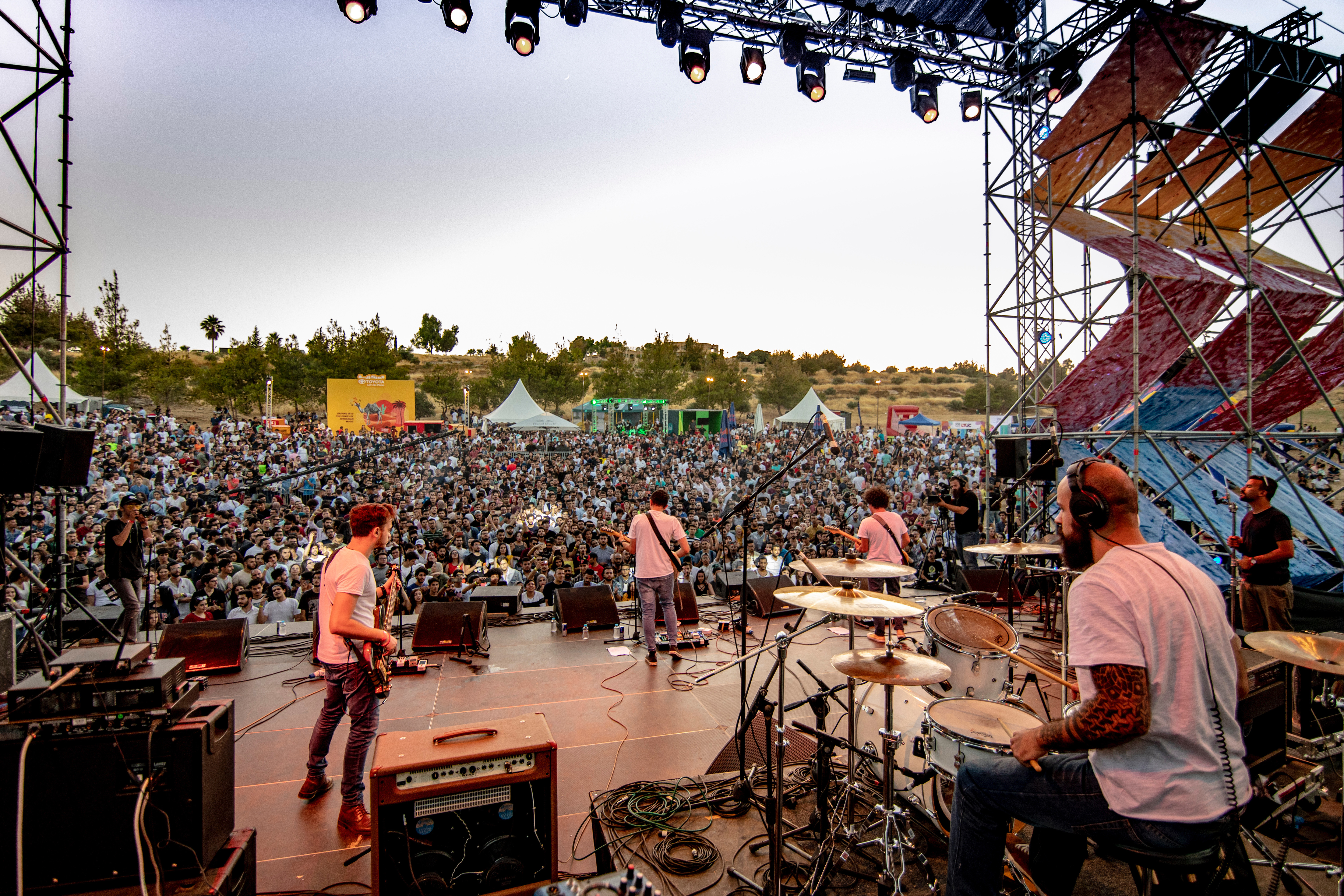
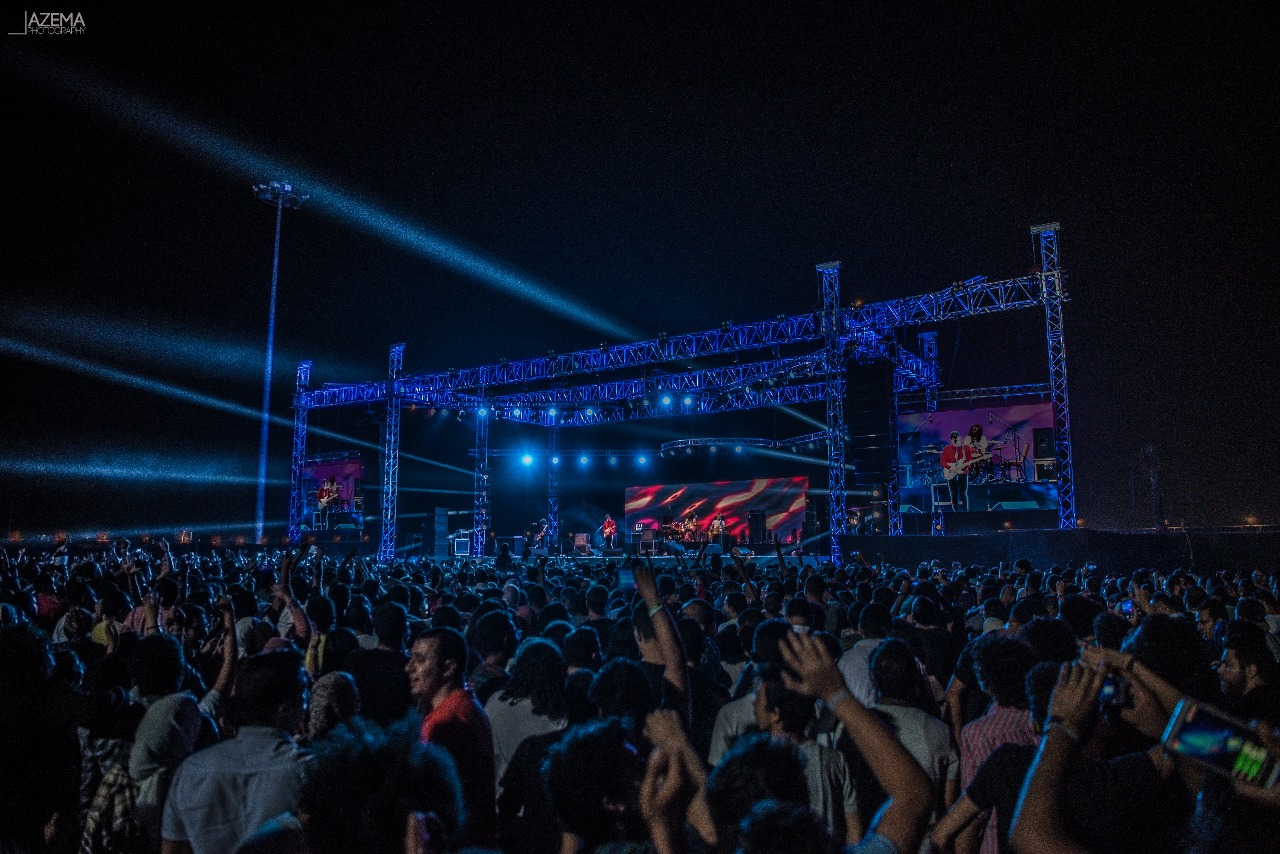
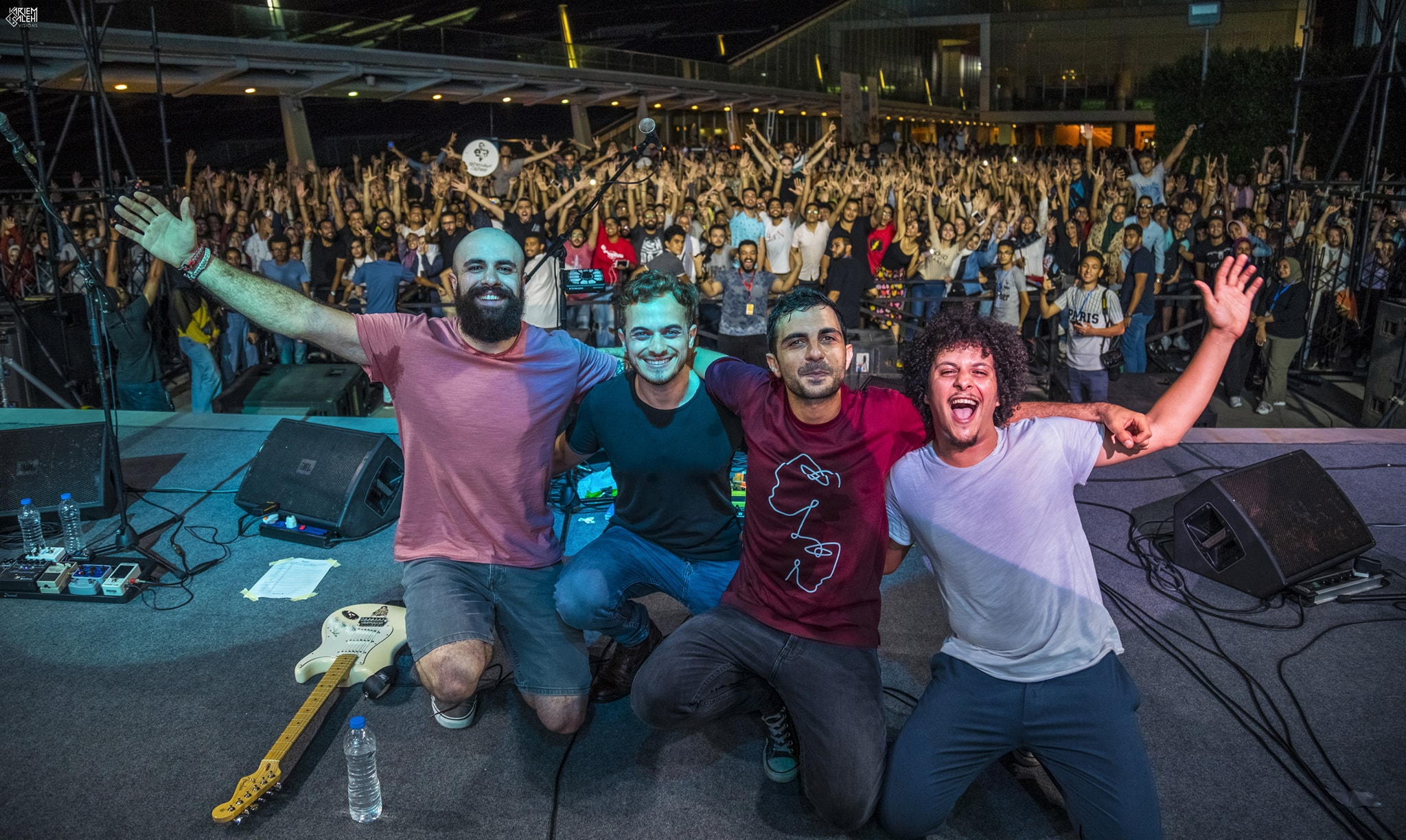

## الألبومات
- إعكس ثقافة (2012)
- إم الموسيقى (2020)
- ثعبان (2022)
- مش فن (2023)

## وصلات خارجية
- آخر زفير على موقع ميوزك برينز (الإنجليزية)
- آخر زفير على موقع ديسكوغز (الإنجليزية)

- الموقع الرسمي لآخر زفير
- قناة آخر زفير  على يوتيوب
- آخر زفير  على فيسبوك.